# Pleystein
Pleystein település Németországban, azon belül Bajorországban. Lakosainak száma 2351 fő (2023. december 31.). Pleystein Georgenberg, Waldthurn és Waidhaus községekkel határos.

## Népesség
A település népessége az elmúlt években az alábbi módon változott:
| Lakosok száma | 1205 | 1813 | 2679 | 2591 | 2431 | 2430 | 2427 | 2421 | 2309 | 2351 |
|               | 1875 | 1950 | 1975 | 1987 | 2012 | 2014 | 2016 | 2017 | 2021 | 2023 |